# Henoteísmo

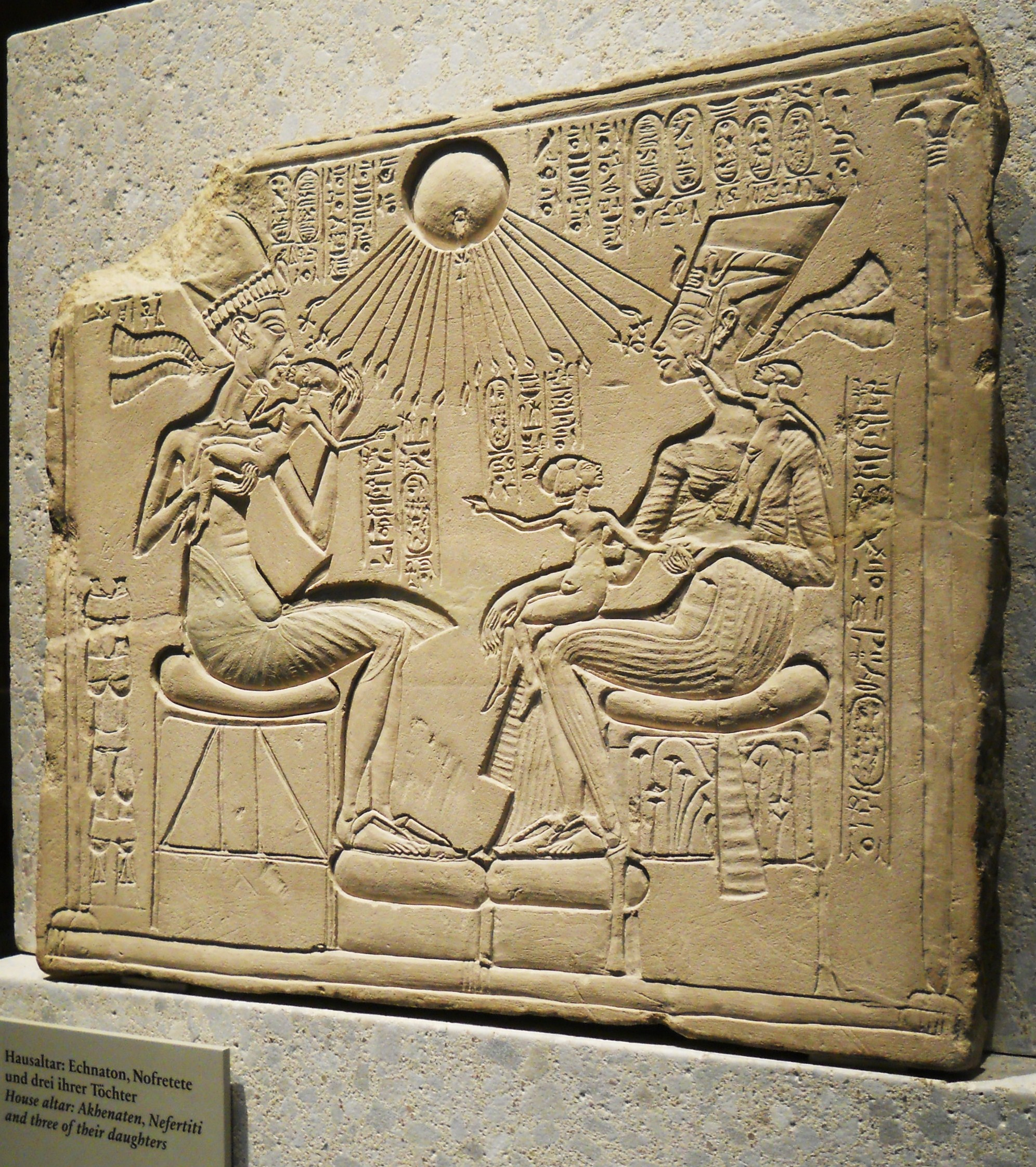
Aton como um disco solar que emite raios contendo mãos e ankhs (símbolo da vida) em suas extremidades (18ª Dinastia). O Grande Hino a Aton na tumba do faraó Aí (WV23, c. 1320 a.C.) afirma: "Fazes milhões de desenvolvimentos de si mesmo, (tu que és) uma unidade". Com a Religião da Luz no período de Amarna, houve uma radicalização do henoteísmo, a ponto de o culto oficial a Aton deter posição proeminente sobre os outros deuses. Houve depois, porém, um período de fervor iconoclasta que excluiu os nomes e imagens dos deuses, o que distingue o monoteísmo exclusivo em relação ao henoteísmo. No entanto, as evidências apontam que o que prevaleceu foi a coexistência de divindades em tendência henoteísta.

Henoteísmo (do grego transliterado hen theos, "um deus") é o culto de um único deus sem se negar a existência de outras divindades. Friedrich Schelling (1775–1854) cunhou o termo (em alemão:  Henotheismus) na obra Filosofia da Mitologia (1842), sob uma perspectiva progressiva do politeísmo em evolução ao monoteísmo, e Friedrich Welcker (1784–1868) o usou para descrever o monoteísmo primordial entre os antigos gregos. O termo foi popularizado pelo orientalista e estudioso das religiões Max Müller (1823-1900) para designar a crença em um deus único, mesmo aceitando a existência possível de outros deuses. Seu objetivo era estudar comparativamente as religiões orientais e o monoteísmo judaico, islâmico e cristão, contestando a superioridade teológica deste perante outras concepções de divindade. Müller também cunhou o conceito catenoteísmo (mais tarde abandonado por ele) para aplicá-lo às religiões védicas, o que já foi visto como uma definição idêntica à de henoteísmo. Termos equivalentes a essa ideia são "monoteísmo inclusivo" e "politeísmo monárquico". Nesse sentido, um "deus" pode se referir a uma personificação (entre outras) do Deus supremo, mas também pode-se atribuir a esse Deus o poder de assumir múltiplas personalidades.

## Nas religiões
Peter van Nuffelen, seguindo Henk Versnel, identifica três formas de henoteísmo: exaltação de um deus sobre os outros; redução a um (reductio ad unum) de muitas divindades; e um deus singular assumir os papéis de muitos outros. Versnel considera também que um aspecto de henoteísmo já foi chamado de "monoteísmo afetivo" ou "henoteísmo temporário", quando há destaque a um deus de cada vez na mente do adorador durante a devoção, conforme apontou Max Müller.

### Antigo Oriente Próximo

#### Egito Antigo
Segundo Jan Assmann, pelo menos ao final do período do Império Antigo os egípcios desenvolveram o conceito de um ser supremo que foi criador e sustentador de tudo o que existe. O henoteísmo, exaltando um deus maior do qual todos dependem, era particularmente presente na literatura moral de sabedoria e coexistia sem conflitos com o politeísmo cúltico. No período do Império Novo, a perspectiva henoteísta passa a afetar a literatura de templo, como os hinos, e surgem problemas à teologia egípcia para se conciliar o um com os muitos. Erik Hornung aponta que houve articulações entre politeísmo e monoteísmo na sociedade egípcia, levando à presença de um henoteísmo visto nos títulos divinos de "senhor" ou "rei", ou quando se retrata uma posição superior como detentor da vida; porém essa atribuição não era específica a alguma divindade particular, podendo ser intercambiada entre qualquer uma, inclusive de cultos locais. Assim, há muitas ocorrências em que um único deus é escolhido à devoção e perante o qual todos os outros são desvalorizados. Mais comumente, encontra-se isso em relação ao deus Ré.
Na teologia de Amarna, ocorre uma virada em que o henoteísmo passa à esfera cúltica e das instituições e outros deuses além de Aton são negados; somente depois do reinado de Aquenáton ocorreria o retorno institucional dos deuses, porém, segundo Assmann: "a perspectiva henoteísta, no entanto, ainda prevalece, e os deuses tendem agora a ser rebaixados, especialmente em hinos a Amon, a "nomes", "manifestações", "símbolos", "membros" e assim por diante, do Uno. Essa teologia pós-Amarna está mais próxima do panteísmo do que do monoteísmo". No período raméssida, o culto a Aton continuou sem a supressão ou intolerância de outros deuses vista no período de Amarna tardio. O atonismo foi inicialmente considerado um monoteísmo, mas evidências como a divinização do rei e rainha em sua relação com Aton e a adoração simultânea de outros deuses levaram a reconsiderar-se na egiptologia recente o argumento de henoteísmo.

#### Mesopotâmia
Jean Bottéro definiu como henoteísmo o movimento de deuses locais usurpando poderes e títulos de outros na religião da Antiga Mesopotâmia.

### Mundo grego e helenístico
Para Henk Versnel, o conceito de henoteísmo é uma formação moderna da aclamação grega εἷς ό θεός ("um é o deus"). Principalmente a partir do período helenístico, ele era presente em hinos que exaltavam um deus sobre todos os outros. Dedicações ao "um deus" ou "único" são presentes em todo Mediterrâneo ao longo do período romano, e a maioria dos acadêmicos consideram-nas não monoteístas, mas henoteístas, pondo uma divindade acima de todas as restantes. Versnel aponta que se destacam nessa tendência os deuses Hermes, Ísis e Dioniso. Num ambiente de competição e sincretismo, surgiam novas fórmulas em tentativas de dar prioridade a um deus, elevando-o de modo a destacar sua unicidade toda-abrangente que absorvia as qualidades de todos outros deuses. Especificamente, esse movimento também foi chamado de "megateísmo" por Angelos Chaniotis. O mais próximo que o henoteísmo helenístico teria chegado do monoteísmo foi em especulações filosóficas de um monismo em que todos os deuses seriam na verdade um único deus, ou inscrições de que um deus particular era tudo.
Egil A. Wyller considera que Platão expôs um henoteísmo, em que a divindade é "Um sobre muitos" na perspectiva do diálogo Parmênides. Também se identifica o henoteísmo em textos do orfismo.

### Religiões do Leste Asiático
Missionários do século XIX, como James Johnston, consideraram religiões da China como henoteístas, porém sob um paradigma atualmente defasado para abordar variedades de sincretismo e repertório cultural. Há, porém, alguns movimentos específicos de religiões asiáticas que foram descritos sob essa categoria. Por exemplo, no budismo japonês a elevação do deva Shōten por Konparu Zenchiku (1405–1468), que o transformou na divindade cósmica Shukujin e especificou que todas as outras eram suas manifestações. Segundo Bernard Faure, Shōten já apresentava sofrer uma tendência henoteísta em textos chineses anteriores da dinastia Tang. Faure também destaca a trajetória de outras ascensões no panteão japonês que corresponderiam ao conceito, como dos devas Benzaiten e Dakiniten. Assim também, Edward Conze considera no budismo tântrico a elevação de um Buda Primordial, sob os nomes Vairocana, Mahavairocana, Vajradhara ou Adi-Buda, como sendo uma forma de henoteísmo.
O xintoísmo foi também analisado sob essa categoria por alguns estudiosos da religião, em que também foi visto henoteísmo na prática sincrética de assimilar divindades xintoístas pelo budismo esotérico (honji suijaku).